# أدارو (أساطير)
أدارو (بالإنجليزية: Adaro)‏ في أساطير ماليزيا أرواح الشمس التي تحوم حول الينابيع، وتنتقل من مكان إلى مكان مستخدمة قوس قزح جسرا لها لكي تصل إلى الأرض أثناء أشعة الشمس. وهی أنصاف بشر، وأنصاف سمك. ورئيسها اسمه نیوریرو Nyoreru. ويمكن لأرواح أداروا أن تضرب الإنسان بسمكة طائرة فتصيبه بالإغماء، وفي هذه الحالة لا يفيق إلا إذا قدم قرابين معينة.